# Ernst Froebel
Ernst Froebel (* 29. Oktober 1912 in Berlin; † 19. März 2001) widmete sich der Völkerverständigung und der Aussöhnung mit den europäischen Nachbarn.

## Leben
Nach Abschluss der Volksschule mit 14 Jahren absolvierte Ernst Froebel eine Sattlerlehre in der Niederlausitz, später arbeitete er in Berlin in der Polsterei einer Waggonfabrik. Er wurde Mitglied der Sozialistischen Arbeiterjugend und war in einer Jugendgruppe mit Ulla Schröder, der Tochter des Rätekommunisten Karl Schröder. An seinem 18. Geburtstag trat er der SPD bei. Durch den Kontakt zu Schröder wurde er zunächst Mitglied der Sozialwissenschaftlichen Vereinigung, später der rätekommunistischen Roten Kämpfer.
1936 wurde Froebel wegen seines Widerstands gegen den Nationalsozialismus zu drei Jahren Zuchthaus verurteilt. Obwohl für „wehrunwürdig“ erklärt, wurde er in das Strafbataillon 999 nach Tunesien eingezogen. Bald darauf geriet er in Kriegsgefangenschaft. 1947 kehrte er nach Berlin zurück, dort hatte er erneut Kontakt zum ehemaligen Rote-Kämpfer-Kreis und dem Kreis um Alfred Weiland. Im Auftrag der Roten Kämpfer arbeitete er zunächst entristisch in der Freien Deutschen Jugend, bei deren Zentralrat er für den Jugendnachrichtendienst (JUNA) verantwortlich war. In dieser Position versorgte er den Roten-Kämpfer-Kreis mit Interna, Strategien usw. der FDJ, die für eine Kritik des Sozialismus nach sowjetischem Vorbild in der Sowjetischen Besatzungszone nutzten. Er stieg zunächst bis zum zweiten Sekretär der Personalabteilung der FDJ auf, musste aber 1949, nachdem seine Tätigkeit aufgeflogen war, fliehen, um einer Verhaftung zu entgehen. Anschließend beteiligte er sich am Aufbau der Sozialistischen Jugend Deutschlands – Die Falken, deren Landesvorstand in Berlin er zeitweise angehörte.
Nach seiner Rückkehr arbeitete er an der Aussöhnung mit den europäischen Nachbarn. Er baute u. a. die Kontakte zu den überlebenden Frauen und Kindern von Lidice in Tschechien auf, das die Nationalsozialisten 1942 zerstört hatten.
Als Zeitzeuge vermittelte er vielen jungen Menschen seine Erfahrungen, die er durch die Verfolgungen in der Zeit des Nationalsozialismus gemacht hatte. Ernst Froebel reiste nach dem Krieg mit Jugendlichen zu Stätten nationalsozialistischen Unrechts in Deutschland und Europa. Eine seiner Reisen führte ihn 1984 nach Lidice, wo er mit Freunden, die der Sozialdemokratischen Partei Deutschlands nahestanden, die ersten 50 Rosenstöcke aus dem Westteil der Stadt Berlin nach Lidice brachte. Jeder Teilnehmer pflanzte seine Rose persönlich, als Ausdruck seines Bekenntnisses für Lidice. Aus dieser Zeit stammen die freundschaftlichen Verbindungen zu den überlebenden Frauen und Kindern aus Lidice. Auf seine Initiative wurde 1995 vor dem Rathaus Reinickendorf in Berlin ein Rosenbeet mit 50 Rosen aus Lidice eingeweiht. Auf einer Gedenktafel stehen die Worte von Thomas Mann: „Deutsche, ihr sollt es wissen. Entsetzen, Scham und Reue ist das Erste, was Not tut.“

## Ehrungen
Für sein unermüdliches Engagement für Lidice überreichte im Mai 1994 der damalige Reinickendorfer Bürgermeister Detlef Dzembritzki im Auftrage des Bundespräsidenten das Bundesverdienstkreuz am Bande. Er nahm es stellvertretend für alle Mitarbeiter des Arbeitskreises Politische Bildung entgegen, den er gründete.
Im Juni 1994 wurde Ernst Froebel von der Gemeinde Lidice zum Ehrenbürger ernannt. Die Ehrenbürgerschaft von Lidice war für ihn eine der größten persönlichen Auszeichnungen seines Lebens.
Seit dem November 2019 wird das Haupthaus auf dem Zeltlagerplatz e.V. Berlin Heiligensee zu Ehren und Gedenken „Ernst-Froebel-Haus“ genannt.

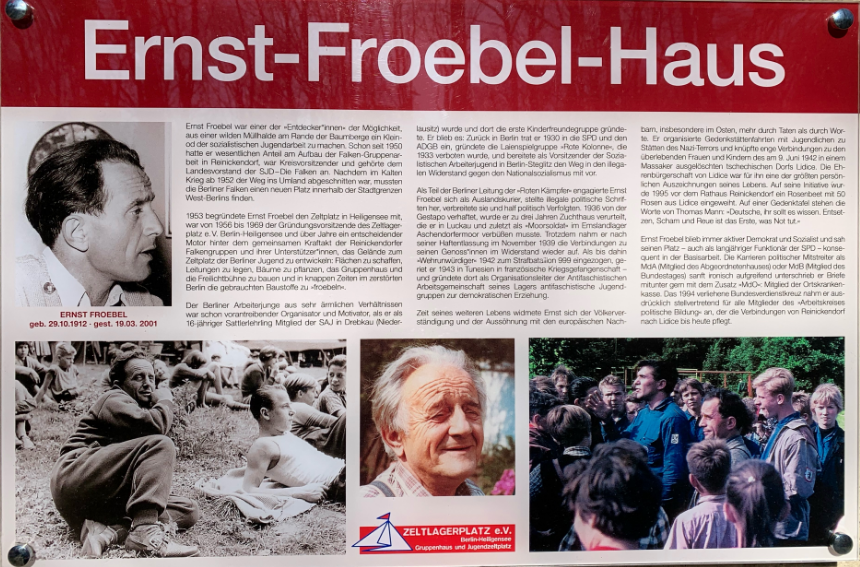
Ehrung von Ernst Froebel am Haupthaus